# Luxembourg aux Jeux olympiques d'hiver de 1936
Le Luxembourg  participe aux Jeux olympiques d'hiver de 1936 à Garmisch-Partenkirchen du 6 au 16 février 1936. Il s'agit de sa 2e participation à des Jeux olympiques d'hiver.

## Bobsleigh
Le Luxembourg aligne quatre participants aux épreuves de bobsleigh.

## Ski alpin
Raoul Weckbecker, présent également en bobsleigh, participe aux Jeux olympiques en ski alpin pour le Luxembourg.